# 음스와티 3세 국제공항
음스와티 3세 국제공항(영어: King Mswati III International Airport, IATA : SHO, ICAO : FDSK)은 에스와티니 최대의 도시인 만지니 북동부에 위치한 공항이다. 만지니 서남쪽에 위치한 기존 공항인 마차파 국제공항을 대체할 목적으로 건설되었으며,,, 연간 300만명의 여객을 수송할 수 있는 규모로 2014년 3월 7일에 개항 예정이다. 공사 중에는 시쿠페 공항(Sikhuphe Airport)이라 불렸다.
IATA 코드인 SHO는 속초공항의 코드로 사용되었던 코드이기도 하다.

## 건설 과정
150만 달러에 달하는 본 공항의 건설은 2003년에 시작되었다. 건설비 중 22만 달러는 중화민국 정부에서 지원하였다..
스와질란드의 관광 진흥을 위해 음스와티 3세에 의해 추진되는 1000만 달러 규모의 계획의 일부이기도 한 이 공항은 빅토리아 폭포, 마푸투, 크루거 국립공원(en), 크와줄루-나탈 자연보호 구역 등의 관문으로 기능할 것으로 예상된다.
설계는 1980년대에 시작되었지만 인근의 경쟁 공항들인 크루거 음푸말랑가 국제공항(en)이 개항하고 더반과 마푸투의 공항들이 계획됨에 따라, 흘란 자연보호 구역이 가까이에 있어 발생하는 환경 문제 등으로 인하여 많은 시일이 소요되었다..

## 시설
3600m CAT 1급의 활주로 하나와 보잉 747을 주기할 수 있는 주기장 등이 건설되며, 연간 300만명의 여객을 취급할 예정이다. 또한 위치상 세계 모든 곳으로의 비행이 가능할 것으로 보인다..